# NGC 5757
NGC 5757 este o galaxie spirală situată în constelația Balanța. A fost descoperită în 19 mai 1787 de către William Herschel. Se află la o distanță de 37,7 de megaparseci de Pământ.